# Liste des espèces du genre Utricularia
Il existe environ 225 espèces de plantes du genre Utricularia, appartenant à la famille des Lentibulariaceae. C'est le genre le plus important de plantes carnivores et il a une distribution mondiale, n'étant absent que de l'Antarctique et des îles océaniques. Ce genre était considéré comme ayant 250 espèces jusqu'à ce que Peter Taylor ait réduit le nombre à 214 dans son étude exhaustive The Genus Utricularia: a taxonomic monograph, une monographie publiée par HMSO[Quoi ?] (1989). La classification de Taylor fut généralement admise, bien que sa division du genre en deux sous-genres fut bientôt[Quand ?] considérée comme obsolète. Les études de génétique moléculaire ont pour la plupart confirmé la classification de Taylor avec quelques modifications, mais réparti le genre en trois sous-genres. Cette liste suit la classification des sous-genres de Müller et Borsch (2005), mise à jour avec de nouvelles informations provenant de Müller et al. (2006).

## Sous-genreBivalvaria

### SectionAranella

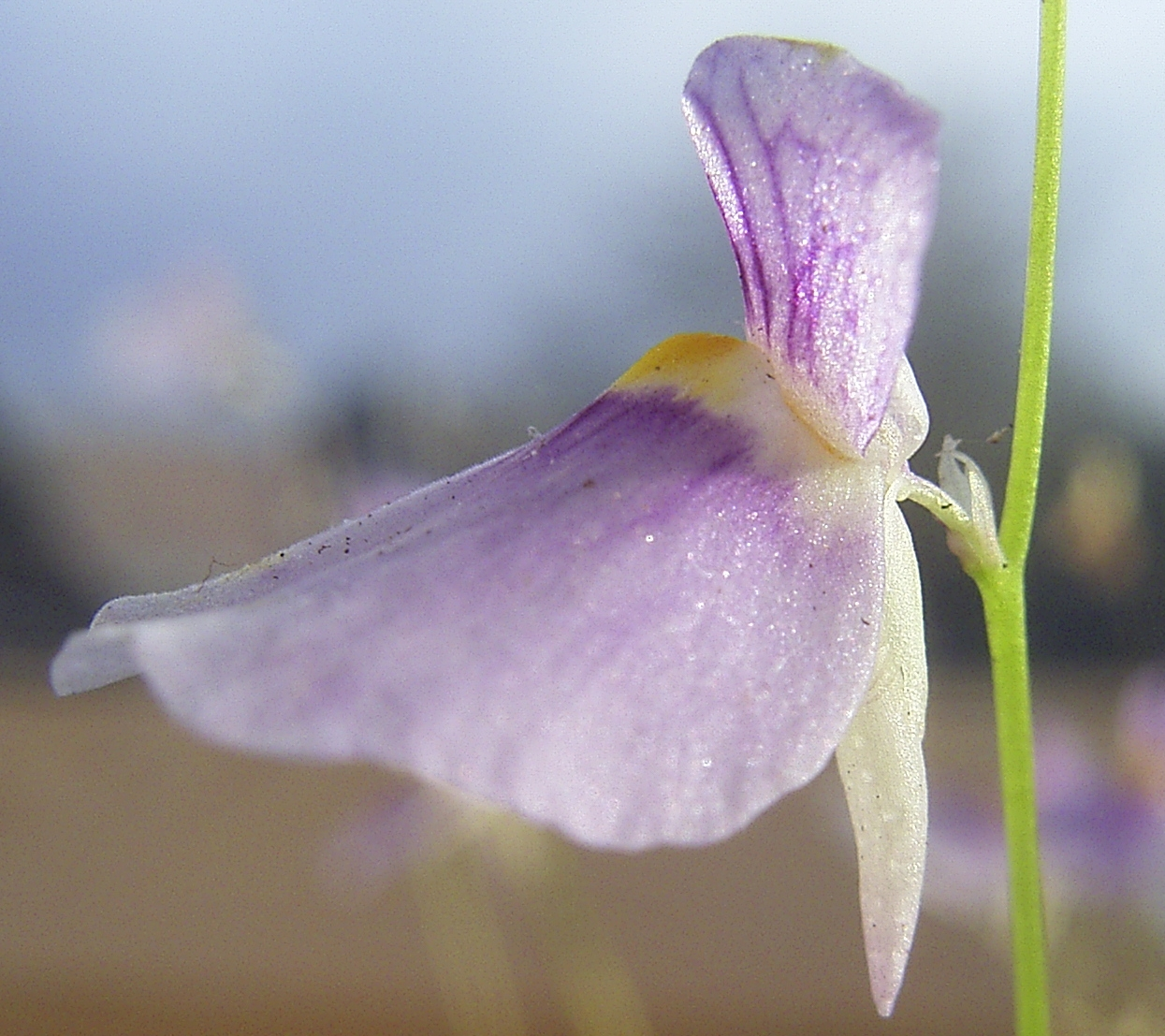
Utricularia blanchetii.

- Utricularia blanchetii
- Utricularia costata
- Utricularia fimbriata
- Utricularia laciniata
- Utricularia longeciliata
- Utricularia parthenopipes
- Utricularia purpureocaerulea
- Utricularia rostrata
- Utricularia sandwithii
- Utricularia simulans

### SectionAustrales

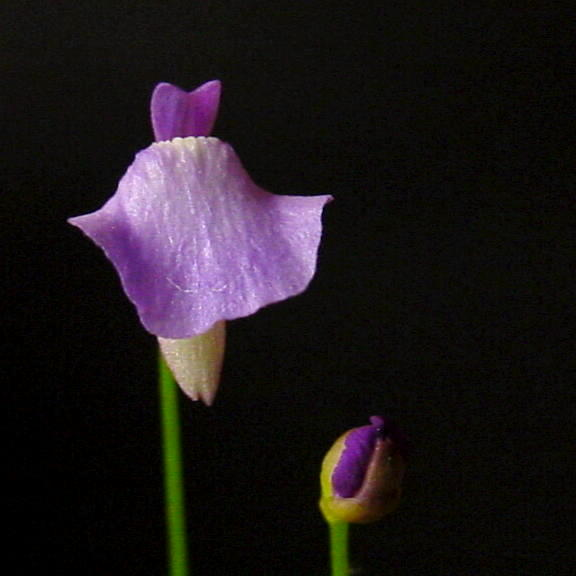
Utricularia lateriflora.

- Utricularia delicatula
- Utricularia lateriflora
- Utricularia simplex

### SectionAvesicarioides
- Utricularia rigida
- Utricularia tetraloba

### SectionBenjaminia
- Utricularia nana

### SectionCalpidisca

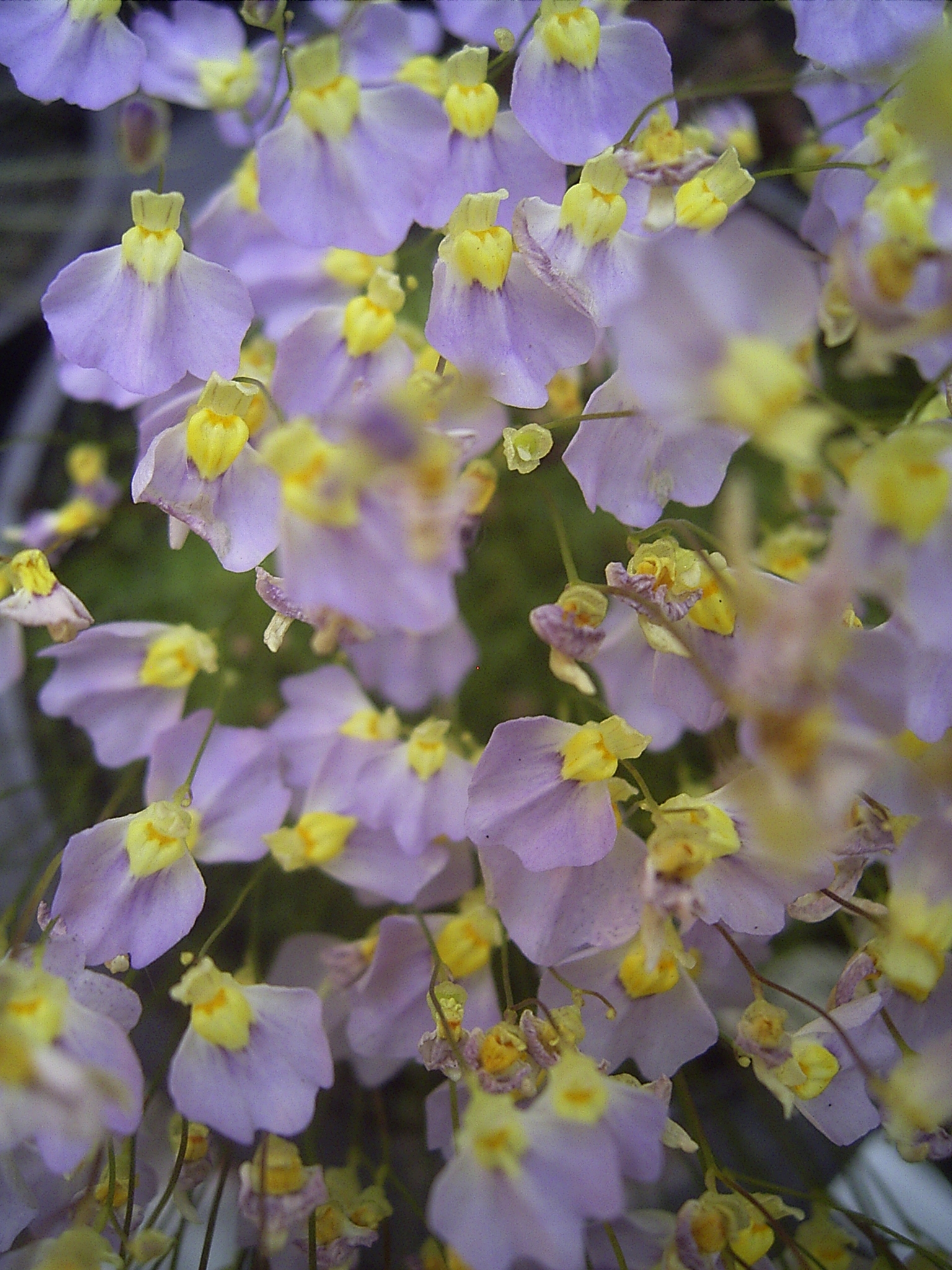
Utricularia bisquamata.

- Utricularia arenaria
- Utricularia bisquamata
- Utricularia firmula
- Utricularia livida
- Utricularia microcalyx
- Utricularia odontosepala
- Utricularia pentadactyla
- Utricularia sandersonii
- Utricularia troupinii
- Utricularia welwitschii

### SectionEnskide
- Utricularia chrysantha
- Utricularia fulva

### SectionLloydia
- Utricularia pubescens

### SectionMinutae
- Utricularia simmonsii

### SectionNigrescentes

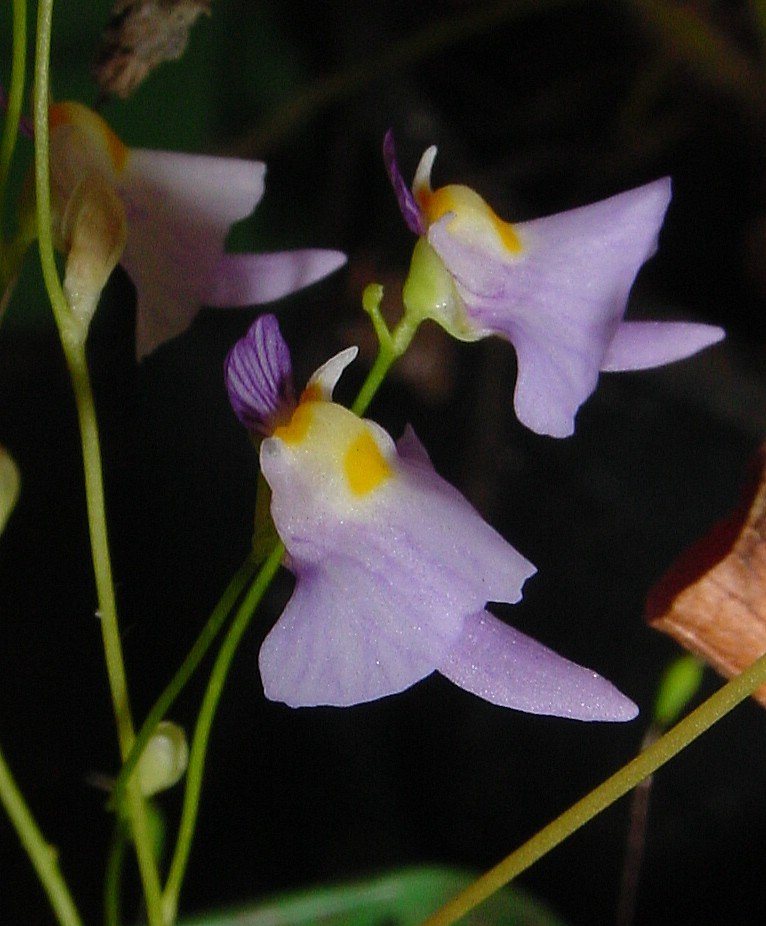
Utricularia warburgii.

- Utricularia bracteata
- Utricularia caerulea
- Utricularia warburgii

### SectionOligocista
- Utricularia adpressa
- Utricularia albocaerulea
- Utricularia andongensis
- Utricularia arcuata
- Utricularia babui
- Utricularia bifida
- Utricularia bosminifera
- Utricularia cecilii
- Utricularia chiribiquitensis
- Utricularia circumvoluta
- Utricularia delphinioides
- Utricularia erectiflora
- Utricularia foveolata
- Utricularia graminifolia
- Utricularia heterosepala
- Utricularia involvens
- Utricularia jackii
- Utricularia laxa
- Utricularia lazulina
- Utricularia letestui
- Utricularia lloydii
- Utricularia macrocheilos
- Utricularia malabarica
- Utricularia meyeri
- Utricularia micropetala
- Utricularia odorata
- Utricularia pierrei
- Utricularia pobeguinii
- Utricularia polygaloides
- Utricularia praeterita
- Utricularia prehensilis
- Utricularia recta
- Utricularia reticulata
- Utricularia scandens
- Utricularia smithiana
- Utricularia spiralis
- Utricularia subramanyamii
- Utricularia tortilis
- Utricularia uliginosa
- Utricularia vitellina
- Utricularia wightiana

### SectionPhyllaria
- Utricularia brachiata
- Utricularia christopheri
- Utricularia corynephora
- Utricularia forrestii
- Utricularia furcellata
- Utricularia garrettii
- Utricularia kumaonensis
- Utricularia moniliformis
- Utricularia multicaulis
- Utricularia pulchra
- Utricularia salwinensis
- Utricularia steenisii
- Utricularia striatula

### SectionStomoisia
- Utricularia cornuta
- Utricularia juncea

## Sous-genrePolypompholyx

### SectionPleiochasia

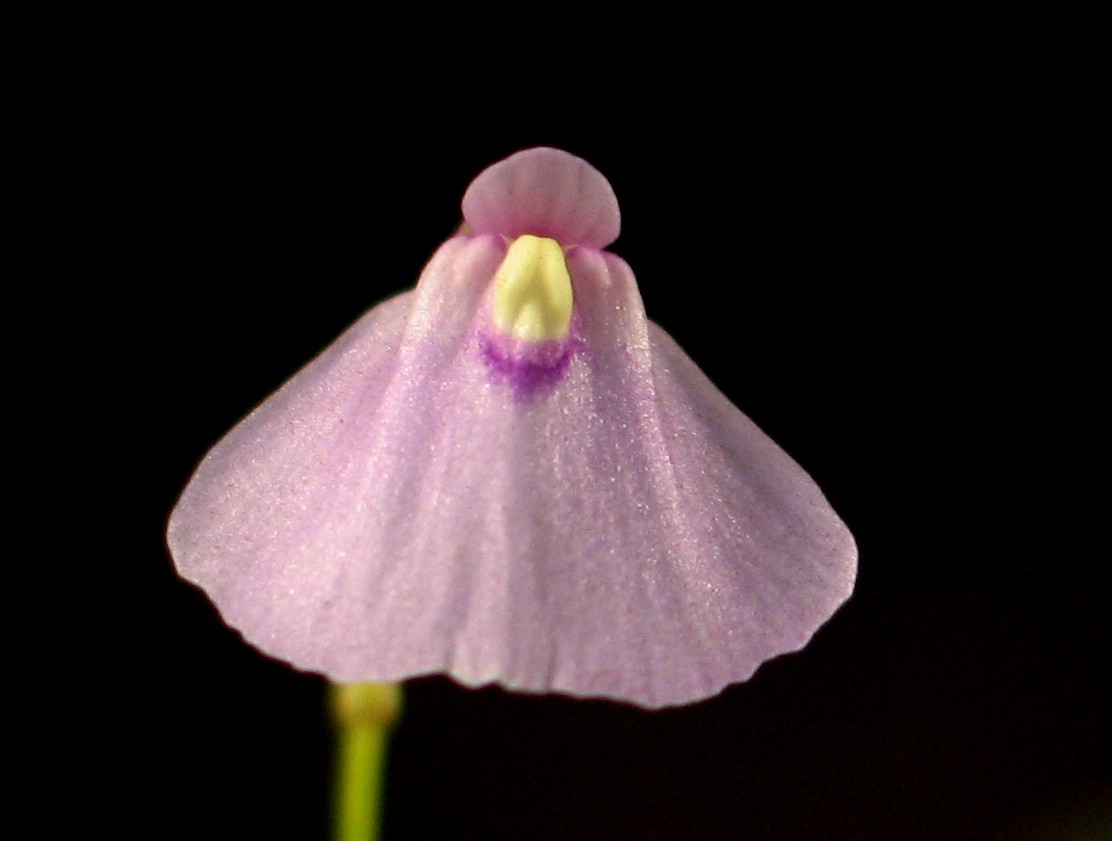
Utricularia dichotoma.

- Utricularia albiflora
- Utricularia antennifera
- Utricularia arnhemica
- Utricularia beaugleholei
- Utricularia benthamii
- Utricularia capilliflora
- Utricularia cheiranthos
- Utricularia dichotoma
- Utricularia dunlopii
- Utricularia dunstaniae
- Utricularia fistulosa
- Utricularia georgei
- Utricularia hamiltonii
- Utricularia helix
- Utricularia holtzei
- Utricularia inaequalis
- Utricularia kamienskii
- Utricularia kenneallyi
- Utricularia kimberleyensis
- Utricularia lasiocaulis
- Utricularia leptorhyncha
- Utricularia menziesii
- Utricularia paulineae
- Utricularia petertaylorii
- Utricularia quinquedentata
- Utricularia rhododactylos
- Utricularia singeriana
- Utricularia terrae-reginae
- Utricularia tridactyla
- Utricularia triflora
- Utricularia tubulata
- Utricularia uniflora
- Utricularia violacea
- Utricularia volubilis

### SectionPolypompholyx
- Utricularia multifida
- Utricularia tenella

### SectionTridentaria
- Utricularia westonii

## Sous-genreUtricularia

### SectionAvesicaria
- Utricularia neottioides
- Utricularia oliveriana

### SectionCandollea
- Utricularia podadena

### SectionChelidon
- Utricularia mannii

### SectionChoristothecae
- Utricularia choristotheca
- Utricularia determannii

### SectionFoliosa

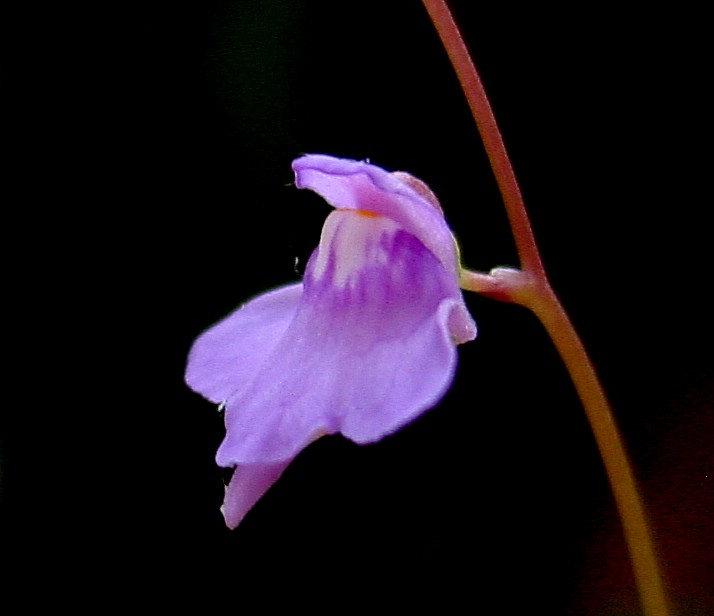
Utricularia amethystina.

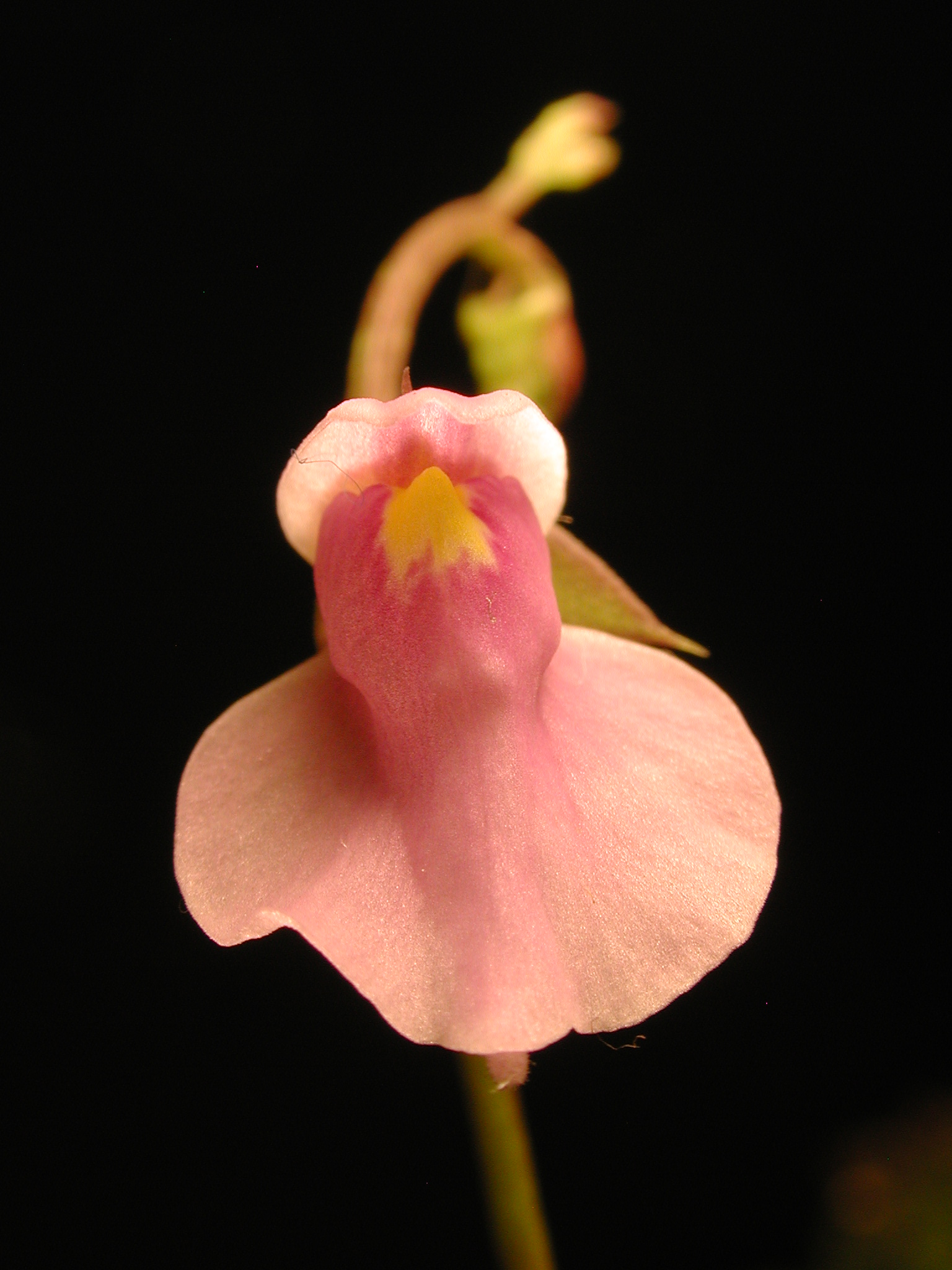
Utricularia calycifida.

- Utricularia amethystina
- Utricularia calycifida
- Utricularia hintonii
- Utricularia hispida
- Utricularia huntii
- Utricularia longifolia
- Utricularia panamensis
- Utricularia petersoniae
- Utricularia praelonga
- Utricularia schultesii
- Utricularia tricolor
- Utricularia tridentata

### SectionKamienskia
- Utricularia mangshanensis
- Utricularia peranomala

### SectionLecticula
- Utricularia resupinata
- Utricularia spruceana

### SectionMartinia
- Utricularia tenuissima

### SectionMeionula
- Utricularia geoffrayi
- Utricularia hirta
- Utricularia minutissima

### SectionMirabiles
- Utricularia heterochroma
- Utricularia mirabilis

### SectionNelipus
- Utricularia biloba
- Utricularia leptoplectra
- Utricularia limosa

### SectionOliveria
- Utricularia appendiculata

### SectionOrchidioides

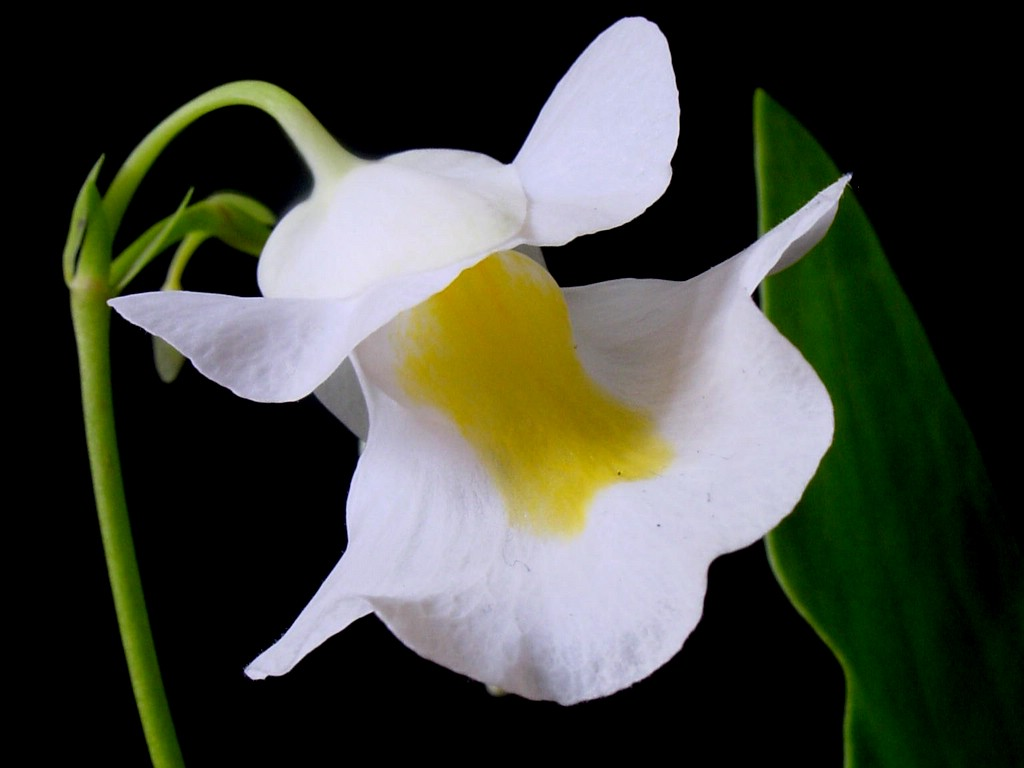
Utricularia alpina.

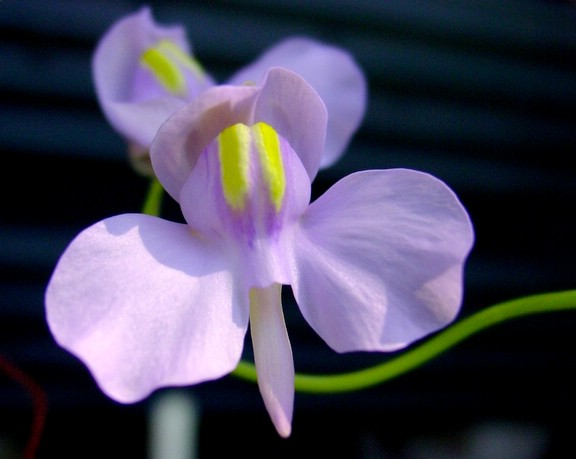
Utricularia nelumbifolia

- Utricularia alpina
- Utricularia asplundii
- Utricularia buntingiana
- Utricularia campbelliana
- Utricularia endresii
- Utricularia geminiloba
- Utricularia humboldtii
- Utricularia jamesoniana

- Utricularia nelumbifolia
- Utricularia nephrophylla
- Utricularia praetermissa
- Utricularia quelchii
- Utricularia reniformis
- Utricularia unifolia

### SectionSetiscapella

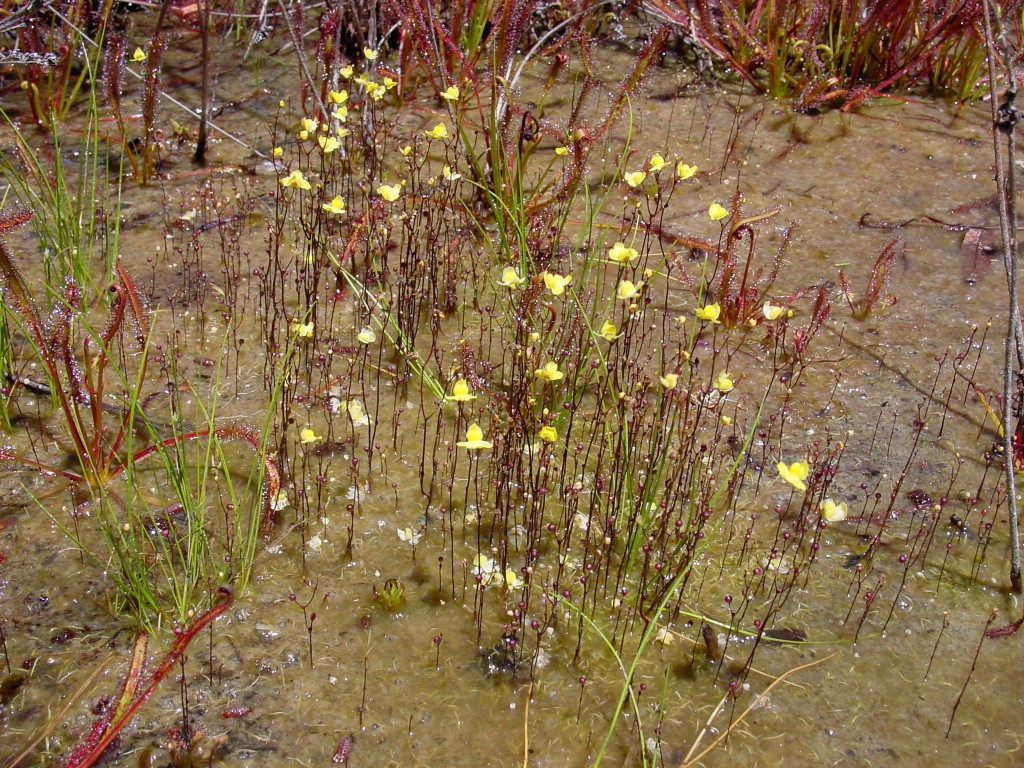
Utricularia subulata.

- Utricularia flaccida
- Utricularia nervosa
- Utricularia nigrescens
- Utricularia physoceras
- Utricularia pusilla
- Utricularia stanfieldii
- Utricularia subulata
- Utricularia trichophylla
- Utricularia triloba

### SectionSprucea
- Utricularia viscosa

### SectionSteyermarkia
- Utricularia aureomaculata
- Utricularia cochleata
- Utricularia steyermarkii

### SectionStylotheca
- Utricularia guyanensis

### SectionUtricularia

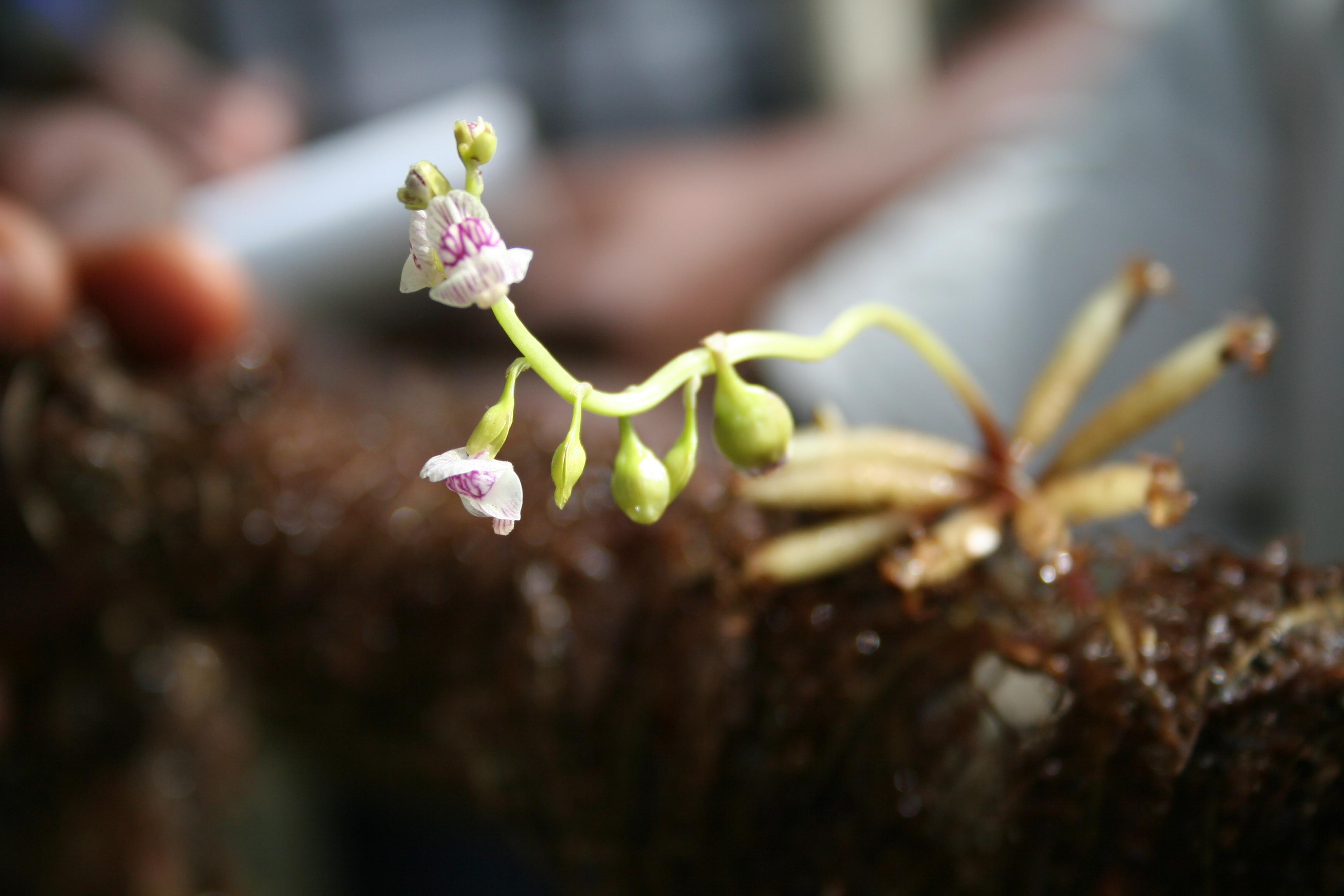
Utricularia inflexa.

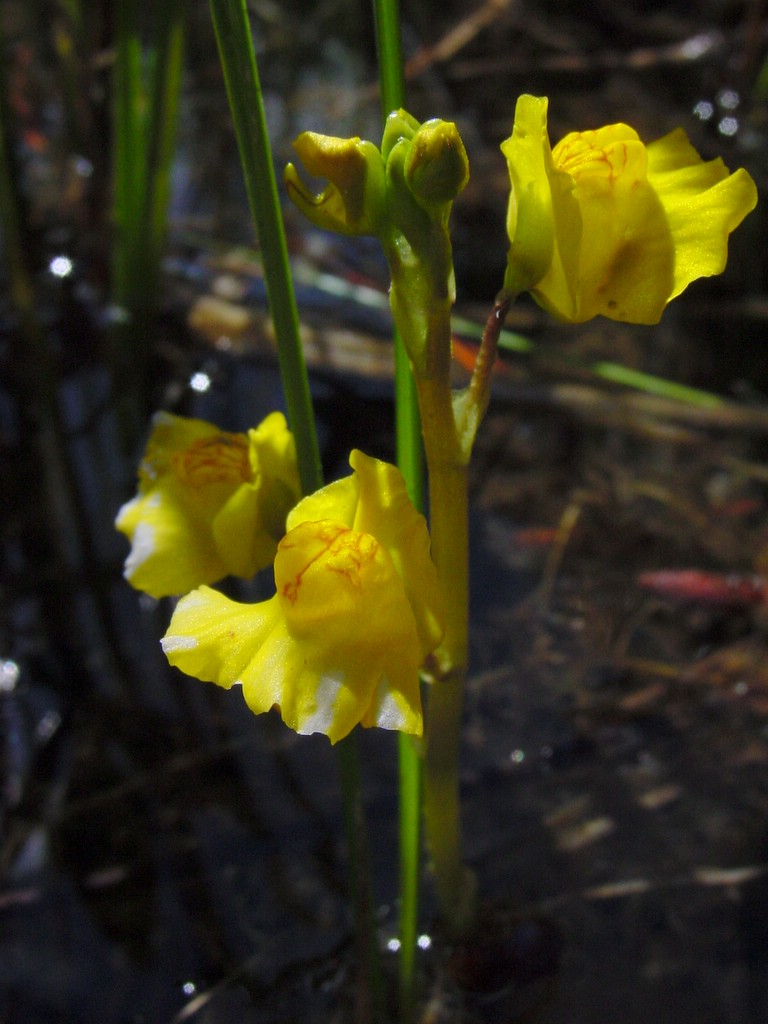
Utricularia macrorhiza.

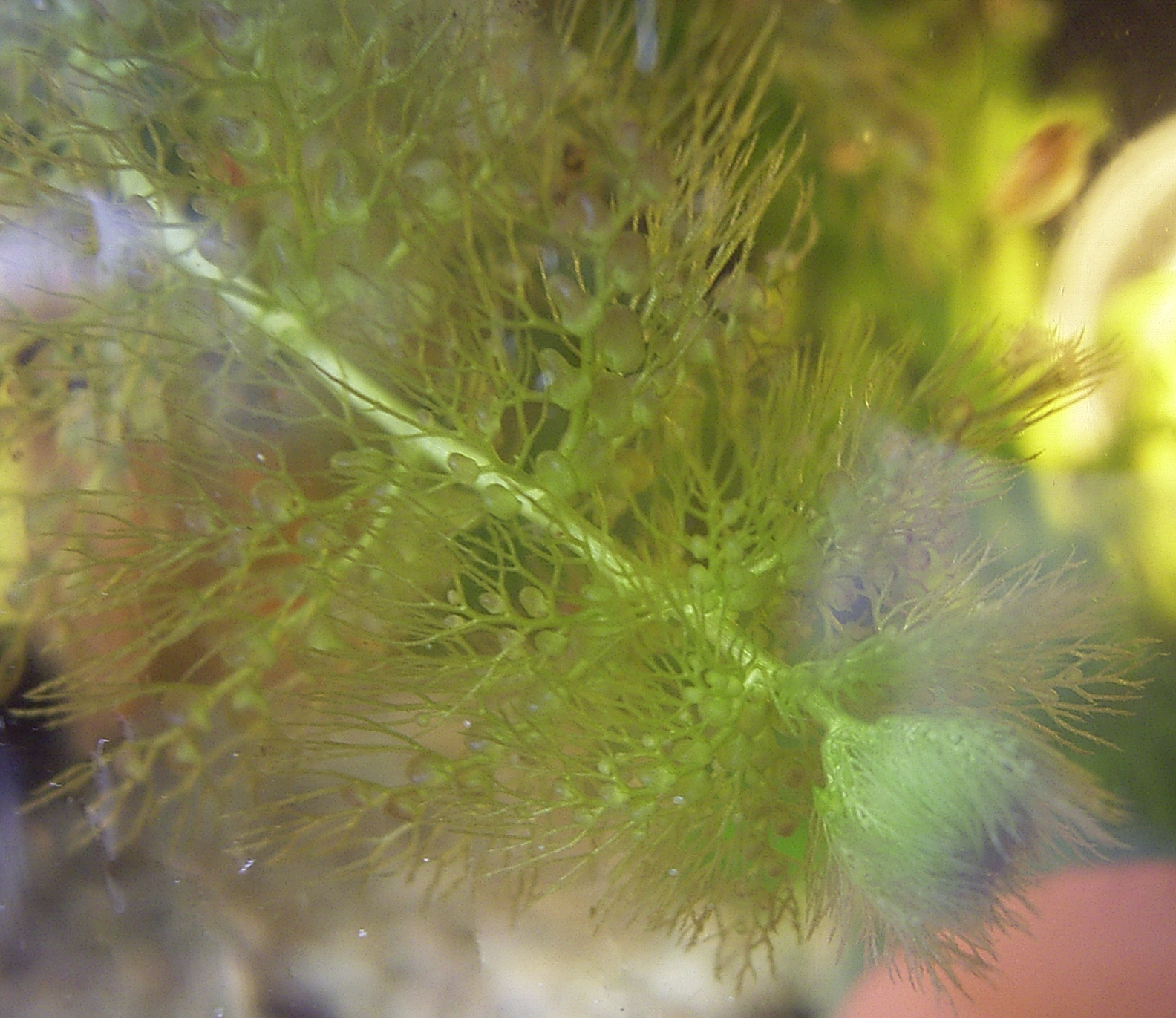
Utricularia vulgaris.

- Utricularia aurea
- Utricularia australis
- Utricularia benjaminiana
- Utricularia biovularioides
- Utricularia bremii
- Utricularia breviscapa
- Utricularia chiakiana
- Utricularia cymbantha
- Utricularia dimorphantha
- Utricularia floridana
- Utricularia foliosa
- Utricularia geminiscapa
- Utricularia gibba
- Utricularia hydrocarpa
- Utricularia incisa
- Utricularia inflata
- Utricularia inflexa
- Utricularia intermedia
- Utricularia macrorhiza
- Utricularia minor
- Utricularia muelleri
- Utricularia naviculata
- Utricularia ochroleuca
- Utricularia olivacea
- Utricularia perversa
- Utricularia platensis
- Utricularia poconensis
- Utricularia punctata
- Utricularia radiata
- Utricularia raynalii
- Utricularia reflexa
- Utricularia stellaris
- Utricularia striata
- Utricularia stygia
- Utricularia vulgaris
- Utricularia warmingii

### SectionVesiculina
- Utricularia cucullata
- Utricularia myriocista
- Utricularia purpurea